# Спринг (Техас)
Спринг (англ. Spring) — статистически обособленная местность в США в округе Харрис штата Техас.
Находится в пределах экстерриториальной юрисдикции Хьюстона в округе Харрис, часть агломерации Большой Хьюстон. Население составляло 62 559 человек по переписи 2020 года. Хотя название «Спринг» обычно применяется к большой территории северного округа Харрис и меньшей территории южного округа Монтгомери, первоначальный город Спринг, теперь известный как Старый город Спринг, находится на пересечении дорог Спринг-Сайпресс и Харди и охватывает около 1 квадратного километра (0,39 кв. мили).
В 1836 году Генеральный совет Временного правительства Техаса включил нынешний город Спринг в состав муниципалитета Гаррисберга. В 1840 году в городе Спринг проживало 153 человека. К середине 1840-х годов многие немецкие иммигранты, включая Гаса Байера и Карла Вюнше, переехали в этот район и занялись сельским хозяйством. Люди из Луизианы и других частей юга США после Гражданской войны селились в Спринге. Основными товарными культурами в Спринге были сахарный тростник и хлопок; жители также выращивали овощи.
Железная дорога International–Great Northern Railroad, проложенная через Спринг, открылась в 1871 году и привела к расширению Спринга. В 1873 году в Спринге появилось почтовое отделение. К 1884 году в Спринге было 150 жителей, две паровые пилы и мельницы для зерна, два хлопкоочистительных завода, три церкви и несколько школ. В 1901–1903 годах International–Great Northern Railroad соединила Спринг с Форт-Уэртом. Спринг, теперь с депо, стал сортировочной станцией с 200 железнодорожными рабочими и 14 сортировочными станциями. Население увеличилось до 1200 к 1910 году. После того, как депо было перенесено в Хьюстон в 1923 году, население Спринга сократилось; к 1931 году оно составило 300 человек. В 1912 году открылся банк Spring State Bank. Его несколько раз грабили в 1930-х годах; ходил ложный слух, что одно из ограблений совершили Бонни и Клайд. В 1935 году банк объединился с Tomball Bank.
Спринг впервые появился как статистически обособленная местность в переписи населения США 1990 года.
| Раса/этнический состав (NH = Неиспаноязычные)   | Население 2000 | Население 2010 | Население 2020 | % 2000  | % 2010  | % 2020  |
| ----------------------------------------------- | -------------- | -------------- | -------------- | ------- | ------- | ------- |
| Белые американцы (NH)                           | 26,808         | 25,477         | 18,408         | 73.68%  | 46.92%  | 29.43%  |
| Афроамериканцы (NH)                             | 2,500          | 10,293         | 15,492         | 6.87%   | 18.96%  | 24.76%  |
| Коренные народы США или Коренные аляскинцы (NH) | 158            | 157            | 134            | 0.43%   | 0.29%   | 0.21%   |
| Американцы азиатского происхождения (NH)        | 503            | 1,671          | 1,967          | 1.38%   | 3.08%   | 3.14%   |
| Американцы тихоокеанского происхождения (NH)    | 40             | 178            | 228            | 0.11%   | 0.33%   | 0.36%   |
| Другие расы (NH)                                | 44             | 146            | 368            | 0.12%   | 0.27%   | 0.59%   |
| Американцы смешанных рас (NH)                   | 488            | 931            | 2,258          | 1.34%   | 1.71%   | 3.61%   |
| Латиноамериканцы США (любой расы)               | 5,844          | 15,445         | 23,704         | 16.06%  | 28.44%  | 37.89%  |
| Всего                                           | 36,385         | 54,298         | 62,559         | 100.00% | 100.00% | 100.00% |